# Czuprowo (rejon wołogodzki)
Czuprowo (ros. Чупрово) – wieś w Rosji, w rejonie wołogodzkim obwodu wołogodzkiego. W 2010 r. liczyła 5 mieszkańców.